# Jiřice (kraj Wysoczyna)
Jiřice – gmina w Czechach, w powiecie Pelhřimov, w kraju Wysoczyna.
1 stycznia 2017 gminę zamieszkiwało 889 osób, a ich średni wiek wynosił 40,7 roku.